# Liste der Baudenkmäler in Müggenhausen
Die Liste der Baudenkmäler in Müggenhausen enthält die denkmalgeschützten Bauwerke auf dem Gebiet von Weilerswist-Müggenhausen in Nordrhein-Westfalen (Stand: 31. Dezember 2010). Diese Baudenkmäler sind in der Denkmalliste der Stadt Weilerswist eingetragen; Grundlage für die Aufnahme ist das Denkmalschutzgesetz Nordrhein-Westfalen (DSchG NRW).

| Bild           | Bezeichnung                            | Lage                                                     | Beschreibung | Bauzeit | Eingetragen seit | Denkmal- nummer |
| -------------- | -------------------------------------- | -------------------------------------------------------- | ------------ | ------- | ---------------- | --------------- |
| weitere Bilder | Burg Müggenhausen                      | Müggenhausen Heimerzheimer Straße 18 Karte               |              |         |                  | 3               |
| weitere Bilder | Fachwerk-Hofanlage                     | Schwarzmaar Vernicher Straße 16 Karte                    |              |         |                  | 16              |
| weitere Bilder | Fachwerkhaus                           | Müggenhausen Rheinbacher Straße 21 Karte                 |              |         |                  | 17              |
| weitere Bilder | Fachwerkhof                            | Müggenhausen Rheinbacher Straße 23 Karte                 |              |         |                  | 19              |
| weitere Bilder | Vierkanthof                            | Müggenhausen Rheinbacher Straße 37 Karte                 |              |         |                  | 28              |
| weitere Bilder | Fachwerkvierkanthof                    | Müggenhausen Rheinbacher Straße 17 Karte                 |              |         |                  | 46              |
| weitere Bilder | Fachwerkhof                            | Müggenhausen Rheinbacher Straße 25 Karte                 |              |         |                  | 47              |
| weitere Bilder | Fachwerkvierkanthof                    | Müggenhausen Rheinbacher Straße 29 Karte                 |              |         |                  | 48              |
| Fachwerkhof    | Fachwerkhof                            | Müggenhausen Rheinbacher Straße 43 Karte                 |              |         |                  | 49              |
| weitere Bilder | Fachwerkhof                            | Müggenhausen Rheinbacher Straße 44 Karte                 |              |         |                  | 50              |
| weitere Bilder | Fachwerkhof                            | Schwarzmaar Vernicher Straße 19 Karte                    |              |         |                  | 51              |
| weitere Bilder | Vierkanthof                            | Neukirchen Heimerzheimer Straße 6 Karte                  |              |         |                  | 52              |
| weitere Bilder | Fachwerkhaus                           | Müggenhausen Rheinbacher Straße 24 Karte                 |              |         |                  | 82              |
| weitere Bilder | Katholische Pfarrkirche St. Laurentius | Müggenhausen Heimerzheimer Straße 4 Karte                |              |         |                  | 86              |
| weitere Bilder | Ehrenmal                               | Müggenhausen Rheinbacher Straße 14 Karte                 |              |         |                  | 97              |
| weitere Bilder | Pfarrhaus                              | Müggenhausen Rheinbacher Straße 14 Karte                 |              |         |                  | 98              |
| BW             | Ehemaliges Grabkreuz                   | Neukirchen Heimerzheimer Straße 8 Karte                  |              |         |                  | 99              |
| weitere Bilder | Ehemaliges Grabkreuz                   | Neukirchen Laurentiusstraße / Heimerzheimer Straße Karte |              |         |                  | 100             |
| weitere Bilder | Wegekreuz                              | Müggenhausen Rheinbacher Straße 50 Karte                 |              |         |                  | 121             |
| BW             | Sandsteinkreuz                         | Neukirchen Laurentiusstraße 8 Karte                      |              |         |                  | 124             |
| weitere Bilder | Wegekreuz                              | Neukirchen Heimerzheimer Straße 19 Karte                 |              |         |                  | 125             |
| weitere Bilder | Friedhof                               | Müggenhausen Heimerzheimer Straße Karte                  |              |         |                  | 131             |

- Karte mit allen Koordinaten:
- OSM |
- WikiMap